# Mont Ventoux
Mont Ventoux (1.910 m.o.h.) er et bjerg i Provence i Frankrig, 20 km nordøst for Carpentras i Vaucluse. Bjerget ligger i regionen Provence-Alpes-Côte d'Azur. Det gamle navn, Ventour, er dannet ud fra en ligurisk sproglig rod: went, der betød "bjerg". Ordet er fejltolket som en afledning af fransk venteux (= "vindblæst"). Der er dog så meget om snakken, at mistralen ofte blæser hen over bjerget med hastigheder på over 100 km/t (28 m/s) – ofte op til 300 km/t (83 m/s).
Bjerget kaldes "Det skaldede Bjerg" på grund af kalkstensørkenen, som dækker de sidste 6 km til toppen. Desuden bærer det tilnavnet "Provences kæmpe". Mont Ventoux danner den yderste, sydvestlige forpost for Vestalperne. Det betyder bl.a., at bjerget ligger 40 km vest for det nærmeste høje bjerg (Signal de Lure).
Vegetationen rummer en sjælden biodiversitet, som skyldes bjergets øst-vestlige længdeakse. Her findes arter, som ellers først træffes nær Middelhavet, alpine planter, skove af Europæisk Lærk, Almindelig Ædelgran, Atlas-Ceder osv. Floraen på Mont Ventoux er på UNESCOs liste over biosfærereservater.
Ved foden af sydskråningen på det tidligere grevskab Venaissins område findes talrige vingårde, der producerer vine med godkendt oprindelse (AOC-vine) som "Côtes du Ventoux". På grund af den klimaskærm, som bjerget danner, nyder Venaissin godt af et lokalklima, der er mildere, end man kunne forvente. Det betyder, at egnen kan producere frugt og grønsager til resten af Frankrig. Blandt de mest kendte produkter er kirsebær, jordbær, vindruer, meloner, abrikoser og asparges.

## Historie
Den ældste kendte beretning om en bestigning af Ventoux stammer fra 26. april 1336, da den italienske digter Petrarca besteg bjerget. Han beskrev den storslåede udsigt deroppefra. Petrarca betragtes derfor som grundlæggeren af alpinismen, da hans bestigning udtrykkeligt skete for at kunne nyde udsigten. Han var ledsaget af sin bror og to andre på hele turen.
Fra det 12. århundrede anvendte flådeværfterne i Toulon tømmer fra Ventoux, og det førte efterhånden til, at bjerget blev træløst.
I det 15. århundrede opførtes et kapel viet til det hellige kors på toppen af bjerget.
Midt i 1860'erne besluttede den stedlige inspektør for vandforsyning og skovdrift, at der måtte gøres noget ved bjergets mangel på skovvækst, og han såede frø af Atlas-Ceder fra Algeriet på et ca. 4 km² stort område af sydsiden. Her har arten fundet sig til rette, så cederskovene nu dækker over 200 km². Tilsyneladende rykker de ind i den niche, hvor ædelgranerne dør af forskellige sygdomme.
I 1882 lod myndighederne en meteorologisk observationspost opføre på selve toppen. Den er ikke længere i brug, men har siden 1960'erne dannet underlag for en 50 m høj telekommunikationsantenne.

## Galleri
| - Luftfoto af Mont Ventoux - Ventoux set fra Mirabel-Aux-Baronnies - Ventoux set fra byen Bedoin - Ventoux set fra syd |

## Cykling på Mont Ventoux
Mont Ventoux benyttes jævnligt som enten etapemål eller indlagt bjerg i cykelløbene Tour de France, Critérium du Dauphiné, Paris-Nice, Tour de La Provence og Mont Ventoux Dénivelé Challenge. Alt afhængig af, hvordan strækningen for bjergvejen opgøres fremgår forskellige data for længde og stigningsprocent. To af sådanne kilder er anvendt nedenfor.
Der er tre asfalterede veje der går op til toppen af Mont Ventoux: 
- Syd: Fra byen Bédoin er der 1.603 højdemeter over 21,4 km.[6] Det er en gennemsnitlig stigning på 7,5%[6] En anden kilde viser 1.594 højdemeter på en strækning på 20,8 km.[7] Det er 7,7% gennemsnitlig stigning.[7] Denne rute er sværeste.
- Øst: Fra Sault skal der bestiges 1.216 højdemeter over 25,6 km.[6] Det er en gennemsnitlig stigning på 4,5%[6] En anden kilde viser 1.204 højdemeter på en 24,4 km strækning.[8] Det er en gennemsnitlig stigning på 4,9%[8] Denne rute er den nemmeste. De sidste 6 kilometer, efter Châlet Reynard, er identiske med Bédoin-ruten. Begyndelsen af ruten byder på masser af lavendelmarker og et rigt vildt dyreliv med bl.a. vildsvin og hjorte.
- Nord: Fra Malaucène er der 1.583 højdemeter fordelt over 21,1 km.[9] Det er en gennemsnitlig stigningsprocent på 7,5%[9] En anden kilde viser 1.564 højdemeter på en strækning på 21,0 km svarende til en stigningsprocent på 7,5%[10] Ruten er lidt nemmere end Bédoin-ruten, idet man er mere beskyttet for vinden. Den er heller ikke så spektakulær, da man kun kører i det "skaldede" område over en kort distance.

Den hurtigste opkørsel på cykel nogensinde præsterede Iban Mayo i 2004-udgaven af Dauphiné Libéré med en tid på 55 m 51 s fra Bédoin.

### Tour de France
Tour de France har 18 gange haft en etape på Mont Ventoux (hvor rytterne i 2021 krydsede toppen to gange på samme etape).
Under en etape d. 13. juli 1967, faldt den engelske cykelrytter Tom Simpson af cyklen ca. 1,5 km før toppen. Han døde som følge af en blanding mellem amfetamin, alkohol og overophedning. Der er rejst et mindesmærke over ham på stedet.

#### Tour de France-etapeafslutning
Løbet er afsluttet på Mont Ventoux elleve gange (pr. 2025).
| År   | Etape | Startby      | Distance (km) | Kategori | Etapevinder                  | Førende rytter              | Tour de France-vinder  |
| ---- | ----- | ------------ | ------------- | -------- | ---------------------------- | --------------------------- | ---------------------- |
| 1958 | 18    | Bédoin       | 21,5 (ITT)    | 1        | Charly Gaul (LUX)            | Raphaël Géminiani (FRA)     | Charly Gaul (LUX)      |
| 1965 | 14    | Montpellier  | 173           | 1        | Raymond Poulidor (FRA)       | Felice Gimondi (ITA)        | Felice Gimondi (ITA)   |
| 1970 | 14    | Gap          | 170           | 1        | Eddy Merckx (BEL)            | Eddy Merckx (BEL)           | Eddy Merckx (BEL)      |
| 1972 | 11    | Carnon-Plage | 207           | 1        | Bernard Thévenet (FRA)       | Eddy Merckx (BEL)           | Eddy Merckx (BEL)      |
| 1987 | 18    | Carpentras   | 36,5 (ITT)    | HC       | Jean-François Bernard (FRA)  | Jean-François Bernard (FRA) | Stephen Roche (IRL)    |
| 2000 | 12    | Carpentras   | 149           | HC       | Marco Pantani (ITA)          | Lance Armstrong (USA)       | Lance Armstrong (USA)  |
| 2002 | 14    | Lodève       | 221           | HC       | Richard Virenque (FRA)       | Lance Armstrong (USA)       | Lance Armstrong (USA)  |
| 2009 | 20    | Montélimar   | 167           | HC       | Juan Manuel Gárate (ESP)     | Alberto Contador (ESP)      | Alberto Contador (ESP) |
| 2013 | 15    | Givors       | 242,5         | HC       | Chris Froome (GBR)           | Chris Froome (GBR)          | Chris Froome (GBR)     |
| 2016 | 12    | Montpellier  | 178           | HC       | Thomas De Gendt (BEL)        | Chris Froome (GBR)          | Chris Froome (GBR)     |
| 2025 | 16    | Montpellier  | 171,5         | HC       | Valentin Paret-Peintre (FRA) | Tadej Pogačar (SLO)         | Tadej Pogačar (SLO)    |

#### Andre optrædener i Tour de France
Løbet har også krydset toppen otte gange (pr. 2021).
| År   | Etape | Kategori | Startby         | Målby      | Første rytter på toppen  |
| ---- | ----- | -------- | --------------- | ---------- | ------------------------ |
| 1951 | 18    | 1        | Montpellier     | Avignon    | Lucien Lazarides (FRA)   |
| 1952 | 14    | 1        | Aix-en-Provence | Avignon    | Jean Robic (FRA)         |
| 1955 | 11    | 1        | Marseille       | Avignon    | Louison Bobet (FRA)      |
| 1967 | 13    | 1        | Marseille       | Carpentras | Julio Jiménez (ESP)      |
| 1974 | 12    | 1        | Savines-le-Lac  | Orange     | Gonzalo Aja (ESP)        |
| 1994 | 15    | HC       | Montpellier     | Carpentras | Eros Poli (ITA)          |
| 2021 | 11    | 1        | Sorgues         | Malaucène  | Julian Alaphilippe (FRA) |
| 2021 | 11    | HC       | Sorgues         | Malaucène  | Wout Van Aert (BEL)      |